# Johannes Rebmann
Johannes Rebmann (Gerlingen, 16 de enero de 1820 - Korntal, 4 de octubre de 1876) fue un misionero alemán y explorador de África del siglo XIX. Fue el primer europeo en acceder, junto con Johann Ludwig Krapf, al interior de África desde la costa del océano Índico, descubriendo para Europa las cumbres nevadas de los montes Kilimanjaro y Kenia.

## Biografía

### Primeros años
Rebmann nació en una familia de granjeros y viticultores, fue el cuarto de los ocho hijos del enólogo suabo Johann Georg Rebmann y Anna Maria, de soltera Maisch. Desde muy joven sintió la vocación de convertirse en predicador y más tarde eligió ser misionero, estudiando en el seminario de Basilea. 

### Estancia en África Oriental
En 1846, fue al África Oriental en nombre de la Sociedad Misionera de la Iglesia (CMS) para apoyar al misionero Johann Ludwig Krapf. Desde su puesto en la costa de Kenia, en Rabai, el área alrededor de Mombasa y el grupo étnico mijikenda se convirtieron en el campo de su trabajo misionero. Rebmann permaneció en este puesto durante casi treinta años, hasta 1875. 
Rebmann y Krapf realizaron numerosos viajes al interior de África Oriental. El 11 de mayo de 1848, Rebmann vio el Kilimanjaro. Sin embargo, durante muchos años, sobre todo en Gran Bretaña, no se creyeron sus historias de que tan cerca del ecuador había montañas con hielo y nieve. El glaciar de Rebmann en el Kilimanjaro fue nombrado posteriormente en su honor.
Después de que Rebmann y su colega Johann Erhardt recibieran repetidamente informes sobre la existencia de grandes lagos en el interior de África, registraron estos hallazgos en un primer mapa para la Royal Geographical Society, facilitando el primer viaje de Richard Francis Burton y John Hanning Speke al interior de África y el descubrimiento de los grandes lagos en las cabeceras del Nilo.
Rebmann también hizo una valiosa contribución a la investigación de varias lenguas de África Oriental, en particular a través de un diccionario del idioma swahili. Concedió gran importancia a comprender y hablar primero la cultura y el idioma del pueblo y sólo entonces comenzar el trabajo misionero activo.

### Últimos años
En 1851, Johannes Rebmann se casó con Emma Tyler, que murió en África Oriental en 1866. En 1875, casi completamente ciego, regresó a Europa acompañado de uno de sus pocos candidatos al bautismo, Isaac Nyondo. Una operación ocular en Gran Bretaña fracasó. Regresó a su ciudad natal, Gerlingen, con Isaak Nyondo, y se instaló finalmente en Korntal con su compañero Johann Ludwig Krapf. Se casó de nuevo en marzo de 1876 con la viuda misionera Louise Finkh y murió en octubre de ese mismo año.